# Sagridola luctifera
Sagridola luctifera là một loài bọ cánh cứng trong họ Cerambycidae.